# فرانك دوبلداي
فرانك دوبلداي (بالإنجليزية: Frank Doubleday)‏ هو ممثل أمريكي، ولد في 28 يناير 1945 في الولايات المتحدة، وتوفي في 3 مارس 2018 بلوس أنجلوس في الولايات المتحدة.

## أعمال

### أفلام
- (1987) أخبار الإذاعة[4]

### مسلسلات
- الرجل الأخضر الخارق

## وصلات خارجية
- فرانك دوبلداي على موقع IMDb (الإنجليزية)
- فرانك دوبلداي على موقع ألو سيني (الفرنسية)
- فرانك دوبلداي على موقع أول موفي (الإنجليزية)
- فرانك دوبلداي على موقع قاعدة بيانات الأفلام السويدية (السويدية)
- فرانك دوبلداي على موقع قاعدة بيانات الفيلم (الإنجليزية)
- فرانك دوبلداي على موقع كينوبويسك (الروسية)